# Wladislaw Wadimowitsch Rjabzew
Wladislaw Wadimowitsch Rjabzew (russisch Владислав Вадимович Рябцев; * 13. Dezember 1987 in Sortawala) ist ein russischer Ruderer. 

## Sportliche Karriere
Rjabzew erreichte bei den U23-Weltmeisterschaften 2008 den vierten Platz mit dem Doppelvierer. Bei den Weltmeisterschaften 2009 belegte der russische Doppelvierer den neunten Platz. 2010 trat Rjabzew bei den internationalen Titelkämpfen im Einer an, mit dem zehnten Platz bei den Europameisterschaften und Platz 15 bei den Weltmeisterschaften 2010 gelang ihm in dieser Bootsklasse nicht der internationale Durchbruch. 2011 ruderte er wieder im russischen Doppelvierer und qualifizierte sich mit einem fünften Platz bei den Weltmeisterschaften für die Olympischen Spiele 2012. Bei der Olympischen Regatta belegte der russische Doppelvierer mit Rjabzew, Alexei Swirin, Nikita Morgatschow und Sergei Fedorowzew den achten Platz. Sechs Wochen später belegte der russische Doppelvierer den vierten Platz bei den Europameisterschaften, mit Rjabzew und Fedorowzew waren noch zwei Olympiastarter dabei.
Rjabzew trat auch in den folgenden Jahren mit dem Doppelvierer an. Auf den zehnten Platz bei den Weltmeisterschaften 2013 folgten 2014 der vierte Platz bei den Europameisterschaften und der elfte Platz bei den Weltmeisterschaften. Bei den Europameisterschaften 2015 gewann der russische Doppelvierer mit Wladislaw Rjabzew, Pawel Sorin, Wjatscheslaw Michailewski und Sergei Fedorowzew den Titel. Mit der gleichen Besetzung verpasste der russische Doppelvierer mit einem 13. Platz bei den Weltmeisterschaften 2015 die direkte Olympiaqualifikation. Vor der Saison 2016 wechselten Sorin und Michailewski in den russischen Achter, aus dem im Gegenzug Nikita Morgatschow und Artjom Kossow in den Doppelvierer rückten. In dieser Besetzung gewann der russische Doppelvierer die Bronzemedaille bei den Europameisterschaften 2016 und qualifizierte sich kurz darauf als Sieger der Olympiaqualifikation in Luzern für die Olympischen Spiele in Rio de Janeiro. Diese Qualifikation wurde Ende Juni 2016 wegen des Dopingfalles um Fedorowzew vom Weltruderverband widerrufen. Bei den Spielen in Rio de Janeiro startete nur ein einziges russisches Boot. Der Vierer ohne Steuermann wurde zusammengesetzt aus Anton Saruzki, Artjom Kossow, Nikita Morgatschow und Wladislaw Rjabzew. Diese vier Ruderer gehörten zu den 9 von 28 gemeldeten Ruderern, die nicht aufgrund fehlender Dopingtests außerhalb Russlands oder nachgewiesener Verwicklung in das russische Dopingsystem gesperrt worden waren. Dieser kurzfristig zusammengesetzte Vierer erreichte bei den Olympischen Spielen 2016 in Rio de Janeiro den zehnten Platz.